# Canon de 5 pouces/54 calibres Mark 16
Le canon de 5 pouces/54 calibres Mark 16 est un canon naval construit par les États-Unis à la fin de la Seconde Guerre mondiale. L'arme a été utilisé par la marine américaine, et plus tard, la force maritime d'autodéfense japonaise. Ces canons, conçus à l'origine pour les cuirassés de la classe Montana, puis les croiseurs avortés de la classe CL-154, devaient remplacer les batteries de canons secondaires de 5 pouces/38 calibres alors largement utilisées par l'US Navy.

## Utilisation
Les annulations des cuirassés de la classe Montana en 1943 puis des croiseurs de la classe CL-154 (en) en 1945 repoussent la première utilisation des canons de calibre 5"/54 à leur installation à bord de la classe  Midway de l'US Navy. Les canons se sont avérés adéquats pour la défense aérienne du porte-avions, mais ont été progressivement retirés de l'utilisation par la flotte de porte-avions en raison de leur poids (plutôt que de laisser le porte-avions se défendre par le tir, la tâche serait confiée à d'autres navires environnants au sein d'un groupement tactique de porte-avions). Ces affûts ont ensuite été installées dans les destroyers japonais de la classe Akizuki et de classe Murasame en 1958–59.

## Usage
| Navire                                                            | Armement                                                                              | Support de canon                  |
| ----------------------------------------------------------------- | ------------------------------------------------------------------------------------- | --------------------------------- |
| USS Montana BB-67 (annulé en 1943)                                | Mark 16 : 20 × 5"/54 calibres                                                         | Mark 41 : 10 × affûts doubles     |
| USS Ohio (BB-68) (annulé en 1943)                                 | Mark 16 : 20 × 5"/54 calibres                                                         | Mark 41 : 10 × affûts doubles     |
| USS Maine (BB-69) (annulé en 1943)                                | Mark 16 : 20 × 5"/54 calibres                                                         | Mark 41 : 10 × affûts doubles     |
| USS New Hampshire (BB-70) (annulé en 1943)                        | Mark 16 : 20 × 5"/54 calibres                                                         | Mark 41 : 10 × affûts doubles     |
| USS Louisiana (BB-71) (annulé en 1943)                            | Mark 16 : 20 × 5"/54 calibres                                                         | Mark 41 : 10 × affûts doubles     |
| Croiseurs de la classe CL-154 (en) (six navires, annulés en 1945) | Mark 16 : 12 ou 16 × 5"/54 calibres                                                   | Mark 41 : 6 ou 8 × affûts doubles |
| USS Midway (CV-41)                                                | Mark 16 : 18 × 5 "/ 54 calibres (tous retirés en 1980)                                | Mark 39 : 18 × affût simple       |
| USS Franklin D. Roosevelt (CV-42)                                 | Mark 16 : 18 × 5"/54 calibres (certains ont été retirés avant sa décomission en 1977) | Mark 39 : 18 × affût simple       |
| USS Coral Sea (CV-43)                                             | Mark 16 : 14 × 5 "/ 54 calibres (tous retirés en 1980)                                | Mark 39 : 18 × affût simple       |
| USS Mississippi (AG-128)                                          | Mark 16 : 5"/54 calibres (quantité inconnue - navire d'essai)                         | Inconnu                           |
| JDS Murasame (DD-107) - classe Murasame                           | Mark 16 : 3 × 5"/54 calibres                                                          | Mark 39 : 3 × affût simple        |
| JDS Yūdachi (DD-108) - classe Murasame                            | Mark 16 : 3 × 5"/54 calibres                                                          | Mark 39 : 3 × affût simple        |
| JDS Harusame (DD-109) - classe Murasame                           | Mark 16 : 3 × 5"/54 calibres                                                          | Mark 39 : 3 × affût simple        |
| JDS Akizuki (DD-161) - classe Akizuki                             | Mark 16 : 3 × 5"/54 calibres                                                          | Mark 39 : 3 × affût simple        |
| JDS Teruzuki (DD-162) - classe Akizuki                            | Mark 16 : 3 × 5"/54 calibres                                                          | Mark 39 : 3 × affût simple        |